# Saint-Quentin-de-Chalais
 Saint-Quentin-de-Chalais  es una población y comuna francesa, en la región de Poitou-Charentes, departamento de Charente, en el distrito de Angoulême y cantón de Chalais.

## Demografía
| 285 | 259 | 230 | 219 | 243 | 250 |
| Para los censos de 1962 a 1999 la población legal corresponde a la población sin duplicidades (Fuente: INSEE [Consultar]) |     |     |     |     |     |